# Романа (Италия)
 Тази статия е за селото в Сардиния.  За височината в България вижте Романа.  
Рома̀на (на италиански: Romana; на сардински: Rumana, Румана) е село и община в Южна Италия, провинция Сасари, автономен регион и остров Сардиния. Разположено е на 267 m надморска височина. Населението на общината е 585 души (към 2010 г.).